# Giulio Pellicari
Giulio Pellicari (Verona, 10 ottobre 1919 – Verona, 2 maggio 2000) è stato un calciatore italiano, di ruolo terzino.

## Caratteristiche tecniche
Terzino ambidestro con il vizio del gol, spesso veniva schierato anche all'ala con discreto successo.

## Carriera
Inizia la sua carriera a Verona con l'Audace nel 1938 in Serie C per poi restare, nel 1940, sempre nella città scaligera stavolta con la maglia del Verona in Serie B. Con i gialloblu rimarrà sino al 1946 giocando complessivamente fra Serie B,C e campionato di guerra, 102 partite e segnando 19 reti.
A quel punto il veronese si mette definitivamente in luce e passando, appunto nel 1946 al Bari in Serie A e disputando con i galletti 60 gare nella massima serie con 4 reti realizzate.
Una nuova opportunità si materializza nel 1948, quando Pellicari viene acquistato dal Genoa e, sempre in A, saranno 72 partite oltre a 7 gol il suo personale bilancio. Poi nel 1950 è la Lucchese a volerlo ed anche a Lucca disputa due campionati di Serie A.
Alla fine del 1949 entra nella prima formazione della Nazionale Italiana dopo la tragedia di Superga in cui persero la vita 10 su 11 titolari azzurri. In quanto capitano del Genoa, allora seconda squadra in classifica nel campionato italiano, viene inserito nella rosa degli atleti che rappresentarono l'Italia in un quadrangolare amichevole disputato tra Messico, Paraguay, San Salvador e Repubblica Dominicana: è ricordata come la prima  Nazionale a salire in aereo dopo l'infausto evento del Grande Torino.
Ritenuto ormai al tramonto viene praticamente regalato alla SPAL di Paolo Mazza che nel 1952 lo ingaggia. Pellicari raggiunge i suoi concittadini Lucchi e Sega e trova il modo di mettersi in luce e disputa altre 26 partite segnando 5 reti nel corso di due tornei della massima serie.
Tornato a Verona nel 1954 milita nell'Hellas ed infine nel Bolzano.
Chiude la carriera allenando il Peschiera Calcio tra il 1960 ed il 1965
In carriera ha totalizzato complessivamente 171 presenze e 17 reti in Serie A e 21 presenze in Serie B.
Viene ricordato come precursore del ruolo di terzino fluidificante al grido "Pellicari all'attacco!"

## Palmarès

### Club

#### Competizioni nazionali
- Serie C: 1

Verona: 1942-1943